# Golden Winter 2 – Die Katzen sind los
Golden Winter 2 – Die Katzen sind los (Originaltitel Santa Claws) ist ein US-amerikanischer Weihnachtsfilm aus dem Jahr 2014 von Glenn R. Miller, nach einem Drehbuch von Anna Rasmussen. Als Hauptdarsteller werden Ezra James Colbert und Nicola Lambo genannt.

## Handlung
Tommy lebt mit seiner alleinerziehenden Mutter in einem großen Haus. Da sein Verhalten in diesem Jahr absolut vorbildlich war, ist der Weihnachtsmann gewillt, Tommys Wunsch nach einem Katzenbaby zu erfüllen. Der Weihnachtsmann, der eine Katzenallergie hat, vermied bisher Wünsche in dieser Art, aber Tommy kann er diesen nicht ausschlagen. Daher packt der Weihnachtsmann eine Katze in seinen Geschenkebeutel, ohne mitzubekommen, dass auch die Geschwister der Katze es in den Sack geschafft haben. Als die Bescherung im Hause von Tommy stattfindet, bemerkt der Weihnachtsmann zu seinem Schreck die vielen Katzenbabys.
Aufgrund der vielen Katzenbabys bekommt der Weihnachtsmann eine starke allergische Reaktion und ist nicht mehr in der Lage, die Geschenke an die anderen Kinder auszuliefern. Daher beschließt Tommy, der unter einem schlechten Gewissen leidet, da aufgrund seines Geschenks kein anderes Kind ein Geschenk erhält, das Werk des Weihnachtsmann zu vollenden. Gemeinsam mit den Katzenbabys beginnt Tommy, die restlichen Geschenke zu verteilen, dabei kommt es immer wieder aufgrund der Katzen zu Komplikationen.

## Hintergrund
Die Dreharbeiten fanden in einem Filmstudio in Los Angeles statt. Am 4. Dezember 2014 erschien der Film in den USA im Videoverleih. In Deutschland erfolgte der Start in den Videoverleih am 9. Oktober 2015.
Der deutschsprachige Titel erweckt dein Eindruck, als handle es sich um eine Fortsetzung zu Golden Winter – Wir suchen ein Zuhause aus dem Jahr 2012. Gemein ist beiden Produktionen jedoch nur, dass es sich um Weihnachtsfilme handelt, in deren Fokus Tiere stehen und aus der Produktion von The Asylum stammen.

## Rezeption
„Turbulenter Kinderspaß, in der die sprechenden Tiere für manches vergnügliche Missgeschick verantwortlich sind, bevor sich alles in weihnachtlichem Wohlgefallen auflöst.“

Im Audience Score, der Zuschauerwertung auf Rotten Tomatoes, hat der Film bei mehr als 50 Abstimmungen eine Wertung von 29 %. In der Internet Movie Database hat der Film bei knapp über 800 Stimmabgaben eine Wertung von 3,0 von 10,0 möglichen Sternen (Stand: Juni 2024).